# Théoule-sur-Mer
Théoule-sur-Mer (in italiano Teula) è un comune francese di 1 582 abitanti situato nel dipartimento delle Alpi Marittime nella regione Provenza-Alpi-Costa Azzurra.
Il comune, affacciato sul golfo della Napoule, è situato ad est del massiccio dell'Esterel e i suoi abitanti sono chiamati Théouliens.

## Etimologia
È probabile che il toponimo Théoule derivi dal nome della dea ligure del mare Telo, la quale ha dato il suo nome a numerose altre località nella regione: le Tholonet, le Thoronet, la Touloubre, e Tolone -  tutti luoghi dove l'acqua è onnipresente, sia essa di mare o di fiume.

## Geografia fisica
Théoule-sur-Mer è l'ultimo comune del dipartimento delle Alpi Marittime sulla costa prima del confine con il dipartimento del Varo. È situata a una dozzina di km da Cannes a 40 km da Nizza, mentre le isole di Lerino (Santa Margherita e Sant'Onorato) sono a poche miglia nautiche di distanza. Presso il limitrofo comune di Mandelieu-la-Napoule è presente un aeroporto.

## Storia
Durante l'antichità, Théoule è uno dei porti più importanti tra Tolone e Antibes. In origine, il centro abitato non conta che di una trentina di abitazioni ed ospita un piccolo porto di pescatori al quale vi si può accedere tramite un sentiero detto Trayas.
Théoule ha quindi fatto parte del comune di Mandelieu. È solo nel 1898 che un comitato di proprietari si costituisce col fine di difendere gli interessi di questa piccola comunità.
Monsieur Hourlier, all’epoca proprietario del castello di Théoule e direttore del giornale Lyon républicain, sostiene questa iniziativa e la concretizza con l’aiuto di Monsieur de Latenhière. Abel Ballif, presidente del Touring Club di Francia, permette che nel 1903 vi si inauguri la corniche d’Or, la strada statale che costeggia il mare in questa località.
Nel 1929 Théoule diviene un comune grazie a Carlo Dahon e l’anno successivo la municipalità acquisisce Villa Jeanne per allestirvi la sede municipale. A partire dal 1934 vengono intrapresi i lavori per fornire acqua potabile e corrente elettrica ai residenti del comune, mentre la strada statale è ingrandita nel 1938 per permettere di migliorare la circolazione veicolare.
Con la seconda guerra mondiale, il 28 febbraio 1944, parte della popolazione di Théoule venne evacuata per via dei timori, da parte degli occupanti tedeschi, di un’operazione militare alleata. Il 16 agosto successivo, infine, gli americani sbarcano a Théoule.

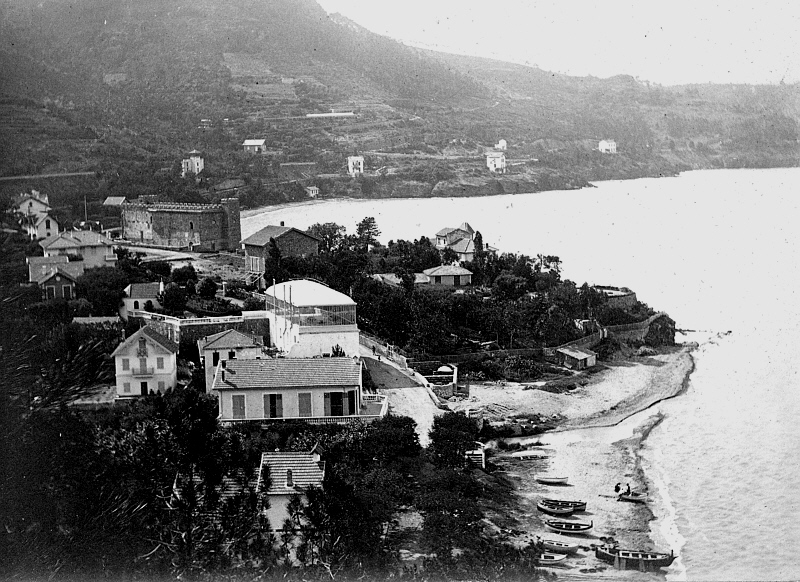
Vista del piccolo centro di Théoule-sur-Mer nel 1903

## Monumenti e luoghi d'interesse
- Castello di Théoule-sur-Mer
- Palais Bulles
- Villa Le Trident
- Corniche d'Or

## Società

### Evoluzione demografica
Abitanti censiti